# Miniere del Sulcis-Iglesiente
Nel Sulcis Iglesiente si concentra l'area più estesa per varietà e diffusione delle attività minerarie svolte negli ultimi secoli in Sardegna, attività mineraria per la quale il Parco geominerario storico ed ambientale della Sardegna è stato il primo ad essere riconosciuto dall'UNESCO; inoltre, dal 2006, la miniera di Serbariu (Carbonia) dove è attivo il Museo del carbone è uno degli anchor points della rete dell'European Route of Industrial Heritage (Percorso europeo del patrimonio industriale).
Nel territorio del Sulcis-Iglesiente (intendendo, in senso lato, con questa denominazione corrispondente alla Sardegna sud-occidentale) sono presenti varie miniere, quasi tutte dismesse, localizzate nei territori dei sottoelencati comuni. 
Alcuni di questi comuni furono prevalentemente minerari (carboniferi o metalliferi), con attività economiche soprattutto estrattive e produzioni industriali connesse all'estrazione dei minerali (centrali elettriche, fonderie, laverie, officine, etc.); mentre in altri comuni, pur avendo attività economiche minerarie, queste ultime non furono preponderanti. Si elencano, comunque, i comuni nei quali sono presenti siti minerari anche se non rilevanti.

## Miniere per comune

### Arbus
- Miniera di Gennamari
- Miniera di Ingurtosu.
- Miniera di Montevecchio.
- Miniera di Perda S'Oliu.
- Miniera di S'Acqua Bona.
- Miniera di Scivu.
- Miniera di Su Zurfuru.

### Buggerru
- Miniera di Canalgrande.
- Miniera di Cumpingeddus.
- Miniera di Genna Arenas - monte Regio.
- Miniera di Lisandrus-San Nicolò.
- Miniera di Malfidano.
- Miniera di monte Segarino.
- Miniera di Nanni Frau.
- Miniera di Pira Roma.
- Miniera di Piscina Morta.
- Miniera di Planu Dentis.
- Miniera di Planu Sartu.
- Miniera di San Luigi.
- Miniera di Scalittas.
- Miniera di Su Solu.

### Carbonia

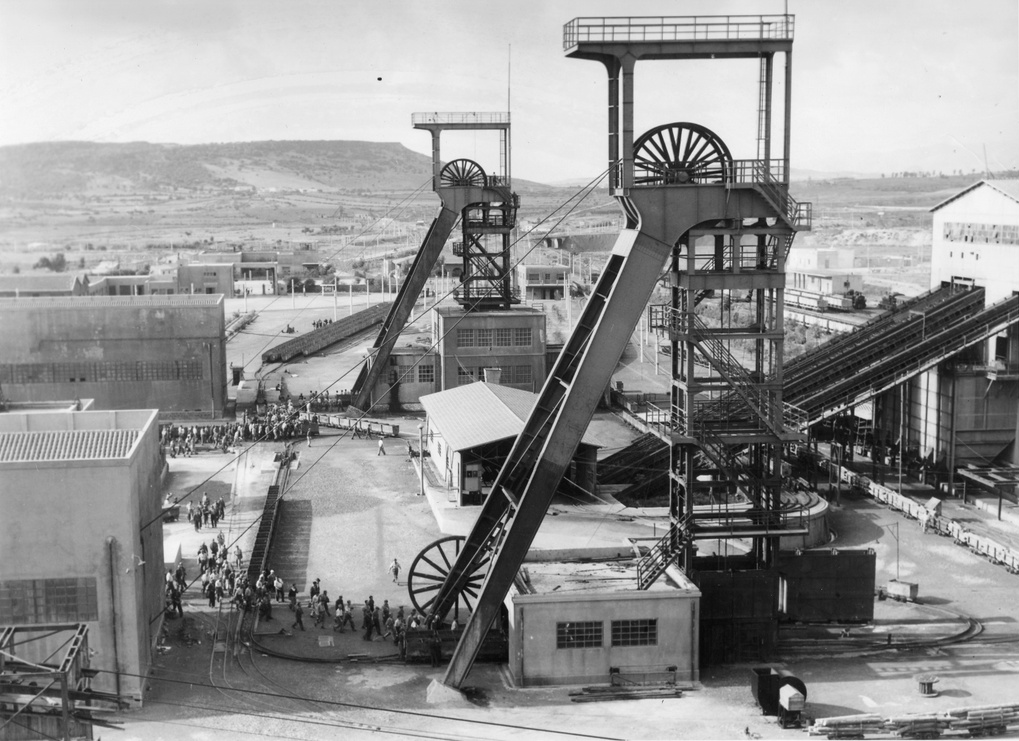
Castelli dei pozzi della Grande miniera di Serbariu (1938)

Gli impianti minerari del bacino carbonifero del Sulcis, si trovavano per la maggior parte nel territorio di Carbonia alcuni dei quali riconvertiti ad uso museale o come siti di memoria collettiva dell'epoca mineraria.
Nel territorio comunale di Carbonia erano attive le seguenti miniere dismesse con estrazione soprattutto di carbone, ma anche di diversi tipi di minerali:  
- Miniera di "Arcu Sa Cruxi".
- Località di "Terra Segada", area del primo giacimento carbonifero di Cannamenda, vicino al casale di Medau Brau, che poi fu concessione mineraria di Terra Segada oggetto di ricerche ed esplorazioni.
- Miniera di Bacu Abis: nell'omonimo giacimento carbonifero, con gli impianti estrattivi di pozzo Roth, pozzo Emilio, pozzo Castoldi, pozzo Nuovo, e col vecchio edificio minerario “impianto vagliatura”.
- Miniera di "Piolanas" suddiviso in "Piolanas Nord", situato nell'omonimo giacimento di "Caput Acquas" (o "Piolanas Sud"): con gli impianti estrattivi di pozzo Caput Acquas, pozzo Tolmetta, pozzo Zara, pozzo Is Piras, pozzo D, e in quello di Piolanas Nord: pozzo Piolanas.
- Concessione mineraria di Barbusi: vecchie esplorazioni di ricerca.
- Complesso della miniera di Serbariu: nel giacimento carbonifero di Serbariu - Nuraxeddu con gli impianti estrattivi di pozzo 1, pozzo 2, pozzo 3, pozzo 4, pozzo 5, pozzo 6, pozzo 7, pozzo Nuraxeddu Vecchio, pozzo del Fico. È stata la principale miniera del bacino carbonifero del Sulcis (le cui due torri costituiscono di fatto uno dei simboli della città), chiusa negli anni sessanta, ospita oggi il Centro Italiano della Cultura del Carbone, con il Museo del Carbone che illustra la storia del carbone, delle miniere e dei minatori. È possibile inoltre visitare la galleria sotterranea.
- Miniera di Sirai, nel giacimento carbonifero di Sirai - Schisorgiu con gli impianti estrattivi di pozzo 8, pozzo 9, pozzo  10, pozzo 11, pozzo 12, pozzo Sirai, pozzo Tanas, pozzo Schisorgiu, pozzo Vigna, pozzo Barbusi, pozzo Nuraxeddu Nuovo.
- Complesso della miniera di Cortoghiana, nel giacimento carbonifero di Cortoghiana Nuova, diversi edifici ed impianti estrattivi vicino all'omonima frazione: Cortoghiana Vecchia, pozzo Est, Cortoghiana Nuova - pozzo 1, Cortoghiana Nuova - pozzo 2, direzione Mineraria e cippo commemorativo in pietra, officine meccaniche, magazzini, centrale elettrica e laveria.
- Miniera carbonifera di "Terra Niedda" già conosciuta come Littòria Quinta: pozzo 1, pozzo 2.
- Miniera di "Serra Lurdagu", a monte Leone, dove l'attività mineraria prevalente fu la barite, ma altri minerali estratti furono argilla, blenda, calamina, calcite, cerussite, galena, limonite, marcasite e altro.
- Miniera di Barbusi. L'estrazione mineraria prevalente fu la barite, con altri minerali come calcite e galena.
- Miniera di monte Spina a Sirri. L'attività estrattiva mineraria prevalente fu piombo, galena argentifera, zinco e ferro. Il giacimento minerario fu scoperto nel 1900 e dato in concessione alla Società Vieille Montagne.
- Miniera di "Corona Sa Craba". Nel monte sopra Barbusi si trova questa miniera dismessa con attività estrattiva prevalente della barite.
- Miniera di "monte Tasua". L'estrazione mineraria prevalente fu la barite e la galena.
- Miniera di Medau Is Friagius - Santu Miali - Case Garanzeis. L'estrazione mineraria fu blenda, galena argentifera, malachite.

### Carloforte
- Miniera di capo Becco.
- Miniera di capo Rosso.
- Miniera di Punta Nera.

### Domus de Maria
- Miniera di Arcu Is Fossas.
- Miniera di Spinarbedda (Permesso di ricerca del 1909 - elementi ricercati: Ni, Co, W, Pb, Ag, Cu, Zn, Cu, Fe, Sb, Mo...)[3].
- Monte Santo - Punta sa Castagna (ferro).

### Domusnovas
- Miniera di Barraxiutta (concessione per galena argentifera e galamina).
- Miniera di Bega Is Tirias (esplorazione per galena argentifera e calamina).
- Miniera di Bega Trotta (esplorazione per galena argentifera, piombo, rame e zinco).
- Miniera di Campo di Oridda (esplorazione per galena argentifera e calamina, piombo, rame e zinco).
- Miniera di Campo Spina (esplorazione per galena argentifera e calamina).
- Miniera di Cea Spemi (Miniera di Sa Duchessa) (concessione per zinco, poi estesa a piombo e infine estesa a rame).
- Miniera di Costa Sa Mitza.
- Miniera di Cruccueu.
- Miniera di Cuccuru Sa Tribuna - Bega D'Aleni (esplorazione per galena argentifera e calamina, argento, piombo e Zinco).
- Miniera di Curadori (esplorazione per galena argentifera e calamina).
- Miniera di Fenugus.
- Miniera di Genna Cantonis (esplorazione per galena argentifera).
- Miniera di Genna Caria (esplorazione per galena argentifera).
- Miniera di Gutturu Seu Burruzoni (esplorazione per galena argentifera).
- Miniera di Is Barrachittas (esplorazione per galena argentifera).
- Miniera di Is Fenugus (esplorazione per galena argentifera).
- Miniera di Is Plengas (esplorazione per galena argentifera e calamina).
- Miniera di Macciurru.
- Miniera di Martiada.
- Miniera di Mitza Su Cabriolu (esplorazione per galena argentifera).
- Miniera di Mitza Su Isteri (esplorazione per galena argentifera).
- Miniera di Mont'Ei.
- Miniera di monte Murvonis o Is Murvonis (esplorazione per galena argentifera e calamina).
- Miniera di monte Narba (estrazione dei minerali di argento, piombo e zinco).
- Miniera di Sa Nebidedda (concessione per galena argentifera e calamina).
- Miniera di Perda Cerbus (esplorazione per galena argentifera e calamina).
- Miniera di Perda Niedda (esplorazione per galena argentifera e calamina, e concessione per ferro).
- Miniera di Perdu Carta - Perdu Andria (esplorazione per galena argentifera e calamina, argento, piombo e zinco).
- Miniera di Punta Cerbus (permesso di ricerca per minerali di piombo e zinco; per fluorite).
- Miniera di Punta San Michele.
- Miniera di Punta S'Ollastu (esplorazione per galena argentifera).
- Miniera di Regraxius(concessione per galena argentifera).
- Miniera di S'Acqua Matta Sa Figu (esplorazione per galena argentifera).
- Miniera di San Giovanni (esplorazione per galena argentifera e calamina).
- Miniera di San Marco (esplorazione per galena argentifera).
- Miniera di S'Arcareddu (esplorazione per galena argentifera).
- Miniera di Sa Terula o Punta Sa Tellura.
- Miniera di Schina Su Zinnipiri (esplorazione per galena argentifera e calamina)
- Miniera di S'Ega Sa Folla - San Michele (esplorazione per galena argentifera).
- Miniera di Serra Su Casteddu (estrazione di minerali di piombo e barite).
- Miniera di Su Fundu Macciurru (esplorazione per galena argentifera).
- Miniera di Su Isteri (estrazione di piombo, rame e zinco).
- Miniera di Tanas.
- Miniera di Tiny

Altri siti minerari (concessioni, esplorazioni, permessi, ricerche)
- Canale Bega (permesso per barite, 1961).
- Corti De Is Equus (permesso per minerali di ferro, 1909).
- Cruccueu - monte Salixi Nieddu (permesso per galena e calamina, 1890).
- Curadori (permesso per galena, 1870).
- Genna Piras (permesso per barite fluorite e solfuri misti, 1974).
- Guardia Masonargiu (esplorazioni per galena, 1934).
- Magusu (concessioni e permessi minerari).
- monte Santo (permesso per barite, 1975).
- Muru Mannu - Punta De Mesu - Punta Su Grisaioni (ricerche per galena, 1965).
- Pira Roma (permesso per galena e blenda, 1940).
- Punta sa Stellaia (esplorazioni per galena e blenda, 1942).
- San Marco - Beganai (permesso per galena argentifera e solfuri misti, 1870).
- Saramau - Gutturu Xeu - Corongiu Mari (permessi per galena e calamina, 1881).
- Su Scrau Mannu - Medau sa Grutta - Punta Planu S'Olioni (esplorazioni per galena, 1902).
- Su Proccu Becciu (esplorazione per galena e blenda).
- Tintillonis (permesso per galena e calamina, 1925).

### Fluminimaggiore
- Miniera di Antas.
- Miniera di Arenas.
- Miniera di Baueddu.
- Miniera di Canali Bingias.
- Miniera di Candiazzus.
- Miniera di Corti Baccas.
- Miniera di Genna Carru.
- Miniera di Genna Movexi.
- Miniera di Gutturu Pala.
- Miniera di Medau Ganoppi.
- Miniera di monte Argentu.
- Miniera di monte Cidrò.
- Miniera di Mortuoi.
- Miniera di Nieddoris.
- Miniera di Perda S'Oliu.
- Miniera di Perdas de Fogu.
- Miniera di Pibicu.
- Miniera di Pubusinu.
- Miniera di Punta Campu Spina.
- Miniera di Punta Niu Crobu.
- Miniera di S'Acqua Bona.
- Miniera di Sa Marchesa.
- Miniera di Sa Menga.
- Miniera di Santa Lucia (Sa Mena de S'Oreri).
- Miniera di Su Isandru.
- Miniera di Su Sizzimureddu.
- Miniera di Su Zurfuru.
- Miniera di Terras Nieddas.
- Miniera di Tinì.

### Gonnesa
- Miniera di monte Onixeddu (estrazione di minerali di barite, calcite, galena argentifera).
- Cava di sabbia silicea Su Mogoresu-Pintixedha.
- Campu'e Mari (saggi di carbone).
- Monte Scorra (piombo, zinco).
- Domus Niedhas, forna Baccarini.
- Bega, impianto Scalas ed ex polveriera Italesplosivi.
- Santu Juannedhu (piombo e zinco)
- Monte Uda, monte Cani (piombo, zinco e barite).
- Punta'e Mesudì, (piombo, zinco).
- Serra Maverru, ex cava di trachite rossa.
- Nuaxi, ex cava di calcare, è stato asportato un intero villaggio nuragico.
- Mureci, (carbone).
- Is Terratzus (torba).
- Miniera di Monte Sinni (Nuraxi Figus) (miniera carbonifera ancora in attività).
- Miniera di Seddas Moddizis (con laveria e Villaggio Asproni).
- Miniera di Seruci (carbone).
- Miniera di Terra'e Colu, il nome viene dallo scolo delle acque dell'altipiano di Corona Maria (carbone).
- Fontanamare, impianto di trattamento della calamina proveniente dalla miniera di Seddas is Modditzis, ai tempi dell'ingegnere Giorgio Asproni.
- Sa Morimenta, impianto di trattamento e lavaggio minerali provenienti dalla miniera di monte Onixeddu.

### Gonnosfanadiga
- Miniera di Fenugu Sibiri.
- Miniera di Perd 'e Pibera.
- Miniera di S'Acqua Is Prunas - Genna S'Olioni.
- Miniera di Salaponi.

### Guspini
- Miniera di Montevecchio.

Prima Zona di Levante: 
- Miniera di Piccalinna.
- Miniera di Sant'Antonio.
- Miniera di Sciria.

Seconda Zona di Ponente: 
- Miniera di Casargiu.
- Miniera di Sanna.
- Miniera di Telle.

### Iglesias
- Miniera di Acquaresi.
- Miniera di Barega. Nell'omonima frazione. L'attività estrattiva prevalente fu la barite, con altri minerali come calcite, caolino, galena e quarzo.
- Miniera di Cabitza.
- Miniera di Campo Pisano (piombo, zinco).
- Miniera di Cruccueu - Su Salixi Nieddu.
- Miniera di Genna Luas.
- Miniera di Genna Rutta.
- Miniera di Malacalzetta.
- Miniera di Marganai.
- Miniera di Masua - Porto Flavia.
- Miniera di monte Agruxiau.
- Miniera di Montecani.
- Miniera di Monteponi.
- Miniera di monte Scorra (in parte in comune di Gonnesa) e Pitzu Luas.
- Miniera di Nebida.
- Miniera di Pala Is Luas e Coremò
- Miniera di San Benedetto.
- Miniera di San Giorgio.
- Miniera di San Giovanni.

### Narcao
- Miniera di Mitza Sermentus.
- Miniera di Mont'Ega.
- Miniera di Peppixedda - Is Pilus (Terraseo).
- Miniera di Rosas.
- Miniera di Santa Croce (monte Masonis)
- Miniera di Trubba Niedda.

### Nuxis
- Miniera di Bau Pressiu.
- Miniera di Bacchera e Tattinu.
- Miniera di Bacchixeddu.
- Miniera di Ilario.
- Miniera di Is Ollargius - Tattinu.
- Miniera di Is Pilius "Sa Minieredda".
- Miniera di Is Piras.
- Miniera di monte Tamara (San Pietro).
- Miniera di Peppi Mereu.
- Miniera di Sa Marchesa.
- Miniera di Ega de is Frissas (miniera di ferro).
- Miniera di Serra Sirbonis.
- Miniera di Su Sinibadroxiu (Su Sinibidraxiu).

### Perdaxius
- Miniera di San Simplicio (piccola miniera di galena argentifera).

### Santadi
- Miniera di Is Canis.
- Miniera di monte Cerbus.
- Miniera di monte Flacca.
- Miniera di Su Benatzu.

esplorazioni minerarie
- Castel Nurchis.
- Is Seddas (barite).
- monte Cerbus.
- Murreci Benazzu.
- Punta Pireddu (barite).
- Sa Conchitta (barite).
- San Pantaleo.
- Serra Is Figus.

### Sarroch
- Miniera di Su Seinargiu.

### Siliqua
- Miniera di Campanasissa.
- Miniera di Ega De Is Frissas o Rocca (ferro).
- Miniera di Su Argedu.

### Teulada
- Miniera di Guardia Manna (spuntone limonitico).
- Miniera di monte Lapanu.
- Miniera di Morettu.
- Miniera di Medau Piras (piccola mineralizzazione a galena e blenda).
- Miniera di Nuraxi de Mesu (filone quarzoso ad ossidati di rame con tracce di galena, coltivato da piccoli scavi e pozzetti, ubicato a sud-est di Teulada).
- Miniera di Rocca Maistu (giacimento di galena e blenda).
- Miniera di San Michele.
- Miniera di Santa Lucia.
- Miniera di Sa Palma.

Esplorazioni minerarie:
- Argiola Narboni Mannu.
- Is Argenteras.
- Sa Marigosa de Susu.
- Sa Terra Mala.

- Permesso di ricerca "Costa Peppi Melis".

### Villacidro
- Miniera di Canale Serci.

### Villamassargia
- Miniera di Corti de Baccas (barite).
- Miniera di Furconixedda.
- Miniera di Giuenni.
- Miniera di monte Filipeddu (barite).
- Miniera di monte Moddizzi(barite).
- Miniera di Orbai.
- Miniera di Su Strintu de Sa Perda.